# Стара Умань (заповідник)
Державний історико-архітектурний заповідник «Стара Умань» — заповідник, розташований у місті Умань Черкаської області, який включає 69 пам'яток архітектури, 24 пам'ятки історії, 6 пам'яток монументального мистецтва, розташованих на площі 82 га.

## Історія
Заповідник створений згідно з Розпорядженням Президента України від 18.04.2005 р. № 969/2005-рп «Про створення Державного історико-архітектурного заповідника «Стара Умань» та постановою Кабінету Міністрів України від 31.08.2005 р. № 833 «Про Державний історико-архітектурний заповідник «Стара Умань». 
Заповідник розташований на території 82 га історичної частини Умані і включає 68 об'єктів культурної спадщини. Серед них дві пам'ятки національного значення: Торгові ряди (ратуша) та католицький костел Успіння Пресвятої Богородиці. 23 об'єкти заповідника мають статус пам'яток місцевого значення, інші відносяться до категорії щойно виявлених — 43 пам'ятки.
Згідно з реєстром пам'яток архітектури всього на території міста розташовано 150 об'єктів. Крім цього, є також пам'ятки археології «Стародавня фортеця», історико-культурний центр брацлавських хасидів на могилі цадика Нахмана, пам'ятки історії, природи, монументального мистецтва.

## Діяльність
Основною діяльністю заповідника є охорона та дослідження історико-архітектурної спадщини в місті Умань. Окрім того, на базі заповідника регулярно відбуваються заходи культурно-просвітницького спрямування, виставки художників.  Проводяться екскурсії місцями паломництва брацлавських хасидів в Умані. 
З 2016 року діє унікальний екскурсійний маршрут "Таємничими підземеллями Василіянського монастиря" прокладений по історичним катакомбам монастиря василіан. 
Заповідником здійснюється пошук та популяризація матеріалів з історії Умані, які публікуються на офіційних інтернет-сторінках заповідника.  
Із заповідником регулярно співпрацюють кілька культурних організацій міста такі як:  
- Уманське крайове відділення Спілки слов'янських письменників України [4]
- ГО "АРТ-Умань"[5]
- УМАНСЬКЕ КОЗАЦТВО ЧКТ УК [6]